# NGC 6070B
NGC 6070B је галаксија у сазвежђу Змија која се налази на NGC листи објеката дубоког неба.
Деклинација објекта је + 0° 47' 1" а ректасцензија 16h 10m 12,0s. Привидна величина (магнитуда) објекта NGC 6070 износи 14,8 а фотографска магнитуда 15,8.